# Heartbreak Ridge
Heartbreak Ridge is een Amerikaanse oorlogsfilm uit 1986 onder regie van Clint Eastwood.

## Verhaal
Gunnery Sergeant Tom Highway is een veteraan van de Koreaanse Oorlog (met onder meer de bloedige Slag om Heartbreak Ridge) en van de Vietnamoorlog. Hij is een stoere ijzervreter van het zuiverste kaliber die zijn hele carrière bij de mariniers heeft doorgebracht en hij is briljant in zijn vak. Meermaals is hem de hoogste militaire onderscheidingen toegekend waaronder de Medal of Honor. 
Het lijkt erop dat hij de vredestijd slecht verteert. Hij heeft zich als vijftiger weer aangesloten bij zijn vroegere eenheid, het tweede verkenningsregiment van de mariniers, waar hij nu jonge rekruten opleidt. In het korps loopt hij allerlei oude kennissen tegen het lijf. Hij komt echter terecht in een allesbehalve gedisciplineerde eenheid. Hij ziet het als zijn allerhoogste opdracht zijn jongens een keiharde tucht en training op te leggen. Geleidelijk slaagt hij erin bij hen een nieuwe gezonde mentaliteit ingang te doen vinden. 
Tegelijkertijd poogt hij opnieuw contact te zoeken met zijn ex-echtgenote Aggie die heel weifelend maar niet afkerig reageert.
Wanneer de opleiding er ongeveer op zit krijgen Highway en zijn jongens het bericht dat ze moeten inschepen om de Invasie van Grenada te ondersteunen. De rekruten krijgen zo de kans om zich te bewijzen.

## Rolverdeling
| Acteur            | Personage        |
| ----------------- | ---------------- |
| Clint Eastwood    | Highway          |
| Marsha Mason      | Aggie            |
| Everett McGill    | Majoor Powers    |
| Moses Gunn        | Sergeant Webster |
| Eileen Heckart    | Mary Jackson     |
| Bo Svenson        | Roy Jennings     |
| Boyd Gaines       | Luitenant Ring   |
| Mario Van Peebles | Stitch           |
| Arlen Dean Snyder | Choozoo          |
| Vincent Irizarry  | Fragetti         |
| Ramón Franco      | Aponte           |
| Tom Villard       | Profile          |
| Mike Gomez        | Quinones         |
| Rodney Hill       | Collins          |
| Peter Koch        | Johanson         |

## Prijzen en nominaties
| jaar | prijs  | categorie    | genomineerde(n)                                     | uitslag     |
| ---- | ------ | ------------ | --------------------------------------------------- | ----------- |
| 1987 | Oscars | Beste geluid | Les Fresholtz Dick Alexander Vern Poore Bill Nelson | Genomineerd |